# Сомил (Аризона)
Сомил (енгл. Sawmill) насељено је место без административног статуса у америчкој савезној држави Аризона.

## Демографија
По попису из 2010. године број становника је 748, што је 136 (22,2%) становника више него 2000. године.
| Група             | 2000.     | 2010.    |
| Белци             | 13 (2,1%) | 5 (0,7%) |
| Афроамериканци    | 0 (0,0%)  | 1 (0,1%) |
| Азијати           | 0 (0,0%)  | 0 (0,0%) |
| Хиспаноамериканци | 9 (1,5%)  | 7 (0,9%) |
| Укупно            | 612       | 748      |